# Boston (Indiana)
Boston es un pueblo ubicado en el condado de Wayne en el estado estadounidense de Indiana. En el Censo de 2010 tenía una población de 138 habitantes y una densidad poblacional de 252,52 personas por km².

## Geografía
Boston se encuentra ubicado en las coordenadas 39°44′28″N 84°51′7″O / 39.74111, -84.85194. Según la Oficina del Censo de los Estados Unidos, Boston tiene una superficie total de 0.55 km², de la cual 0.55 km² corresponden a tierra firme y (0%) 0 km² es agua.

## Demografía
Según el censo de 2010, había 138 personas residiendo en Boston. La densidad de población era de 252,52 hab./km². De los 138 habitantes, Boston estaba compuesto por el 97.83% blancos, el 0% eran afroamericanos, el 0.72% eran amerindios, el 1.45% eran asiáticos, el 0% eran isleños del Pacífico, el 0% eran de otras razas y el 0% pertenecían a dos o más razas. Del total de la población el 0% eran hispanos o latinos de cualquier raza.